# Дроппер
Дро́пперы (англ. Dropper — «бомбосбрасыватель») — семейство вредоносных программ (как правило это троянская программа), предназначенных для несанкционированной и скрытой от пользователя установки на компьютер жертвы других вредоносных программ, содержащихся в самом теле дроппера или загружаемых по сети.
Данный тип вредоносных программ обычно без каких-либо сообщений (либо с ложными сообщениями об ошибке в архиве, неверной версии операционной системы и т. д.) загружает из сети и сохраняет на диске жертвы файлы с их последующим исполнением.
Код дроппера выделяет из своего файла остальные компоненты (один или несколько файлов) в случае, если они хранятся внутри его самого, либо загружает их из сети, записывает их на диск и запускает их на выполнение. Обычно один (или более) компонентов являются троянскими программами, и как минимум один компонент является «обманкой»: программой-шуткой, игрой, картинкой или чем-то подобным. «Обманка» должна отвлечь внимание пользователя и/или продемонстрировать то, что запускаемый файл действительно делает что-то «полезное», в то время как троянские компоненты устанавливаются в систему.
В результате использования программ данного класса хакеры достигают скрытой инсталляции троянских программ и вирусов, а также защиты от детектирования известных вредоносных программ антивирусами, поскольку не все из них в состоянии проверить все компоненты внутри подобных программ.
Не каждая антивирусная программа способна выявить все компоненты троянских программ этого типа.